# リヴァプール大学
リヴァプール大学 (University of Liverpool、略称UOL) は、イギリス・イングランド北西部の都市リヴァプールにある研究集約型国立大学。1881年に設置された。
イギリス国内のハイレベル研究型公立大学24校による構成団体であるラッセル・グループおよび北部イングランドの研究集約型大学のパートナーシップ「N8 Research Partnership」のメンバー校である。赤レンガ大学群（Red Brick University）の一校としても知られている。
これまでに10人のノーベル賞受賞者がいます、THE世界大学ランキング2020で165位、同年の英Guardian国内ランキングでTOP50に入る名門校である。特に、獣医学の評価が高く、QS世界大学ランキング（獣医学部門）2019で9位となっている。

## キャンパス
大学は現在、3カ所にキャンパスを有する。1つはリバプール市内に、大学院の経営学の各コースのキャンパスはロンドン市内にあり、西安交通大学とのジョイントベンチャーの一環として中国にもキャンパスがある。数学、コンピューターサイエンス、電気工学と電子工学を学ぶ学生は、中国に1年間留学することが可能で、他の学生は、スペインやメキシコ、チリにあるリバプール大学の提携機関を活用することができる。

## 歴史
1881年、University College Liverpoolとして設立された。その3年後にはビクトリア大学連合の一部となる。1903年にビクトリア大学（現：マンチェスター大学）より独立した現在の形になった。
世界初の建築学科を創設した大学である。建築学以外でも、商学や医学、薬学、化学等などの分野においても研究成果を挙げている。ヨーロッパ屈指の最新設備を備えた教育研究所を有し、ヨーロッパ最大級の歯科医研修施設もある、これまでに10人のノーベル賞受賞者がいます。

## 組織
2018年、103個以上の研究専門分野のコースを開設しており、世界100カ国以上から来た留学生や研究者がリヴァプール大学にて学んでいる。修士・博士課程などのオンラインコースでは通学生と同レベルのカリキュラムにより、オンライン卒業生も通学生と同じ卒業証書が授与され、卒業式も一体に運営されている。これにより同窓会は全世界に広くネットワーク化されている。2021年9月、ビートルズ学の修士号コースを開設する。
Financial Times Online MBA 世界9位 (2023)
https://rankings.ft.com/rankings/2942/online-mba-2023
CEO Magazine Global MBA Ranking 最上位TIER ONEグループの評価 (2019)
CEO Magazine Global Online MBA Ranking 世界23位 (2019)
CEO Magazine European MBA Rankings 最上位TIER ONEグループの評価 (2017, 2018-)

## 主な出身者
- チャールズ・バークラ（物理学者、ノーベル物理学賞受賞）
- ロバート・ロビンソン（化学者、ノーベル化学賞受賞）
- 董建華（香港特別行政区行政長官）
- クリス・ロウ（ペットショップボーイズのメンバー）
- 井上正幸（文部科学省国際統括官、日本ユネスコ国内委員会事務総長）
- 矢野浩二朗（医療情報学者、大阪工業大学准教授）
- クライヴ・バーカー(作家）